# Andrea Petagna
Andrea Petagna (Trieste, 30 de junho de 1995) é um futebolista profissional italiano que atua como atacante atualmente defende o Monza emprestado pelo Napoli.

## Carreira
Andrea Petagna começou a carreira no Milan.